# Cyanea longiflora
Cyanea longiflora là loài thực vật có hoa trong họ Hoa chuông. Loài này được (Wawra) Lammers, Givnish & Sytsma mô tả khoa học đầu tiên năm 1993.